# La sagrada familia
La sagrada familia è un film del 2005 diretto da Sebastián Lelio.